# Джессі Тайлер Фергюсон
Джессі Тайлер Фергюсон (англ. Jesse Tyler Ferguson; нар. 22 жовтня 1975, Міссула, Монтана, США) — американський актор, відомий роллю Мітчелла Прічетта в телесеріалі «Американська сімейка».

## Біографія
Народився в Міссулі, США, але виріс в Альбукерке, де у восьмирічному віці приєднався до місцевого театру. Підлітком Джессі переїхав у Мангеттен і вступив у Американську академію музичного та драматичного мистецтва.

## Особисте життя
Актор — відкритий гей. Приблизно два роки зустрічався з юристом Джастіном Мікітою, з яким одружився 20 липня 2013 у Нью-Йорку. Офіційну церемонію проводив сценарист Тоні Кушнер. Роком раніше пара заручилася.

## Кар'єра
Фергюсон розпочав кар'єру з роботи в театрі, а через кілька років дебютував у фільмі «Саллі Гемінгс: Американський скандал» про стосунки Томаса Джефферсона та його рабині Саллі Гемінгс. Першу значущу роль на телеекрані Джессі отримав у серіалі «Клас». Його персонаж — добрий хлопець, нещасливий у шлюбі з Ферн (Сара Гілберт), який заробляє на життя вивезенням токсичних відходів. У той же період у нього були ролі в бродвейських та оф-бродвейських постановках.
Після епізодичних ролей актор зіграв другорядного героя у трилері Ґреґорі Гобліта «Той, що не залишає сліду», а потім з'явився у драматичній комедії «Чудовий світ». У 2009 він почав виконувати головну роль у серіалі «Американська сімейка», у якому Фергюсон втілює адвоката-гомосексуала. Ця роль йому приносить нагороди, зокрема премію Гільдії кіноакторів США за найкращий акторський склад у комедійному серіалі, а також номінацію на прайм-тайм премію «Еммі» кілька років поспіль.
У 2016 актор озвучив Шангрі Ламу в анімаційному фільмі «Льодовиковий період: Курс на зіткнення». Того ж року він повернувся на бродвейську сцену з роллю у комедії «Повністю прихильний».

## Фільмографія
| Рік       |    | Українська назва                       | Оригінальна назва                  | Роль                   |
| --------- | -- | -------------------------------------- | ---------------------------------- | ---------------------- |
| 2000      | тф | Саллі Гемінгс: Американський скандал   | Sally Hemings: An American Scandal | юний Том Гемінгс       |
| 2001      | ф  | Звичайний грішник                      | Ordinary Sinner                    | Огден                  |
| 2002      | с  | Красиво жити не заборониш              | Absolutely Fabulous                | гість                  |
| 2004      | кф | Меркурий в ретрограді                  | Mercury in Retrograde              | Двейн                  |
| 2006      | ф  | Гріффін і Фенікс                       | Griffin & Phoenix                  | студент                |
| 2006      | тф |                                        | AV Club                            | Діло                   |
| 2006—2007 | с  | Клас                                   | The Class                          | Річі Велч              |
| 2007—2010 | с  | Погануля                               | Ugly Betty                         | Гейб Фаркус            |
| 2008      | с  | Не турбувати                           | Do Not Disturb                     | Ларрі                  |
| 2008      | ф  | Той, що не залишає сліду               | Untraceable                        | Артур Джеймс Елмер     |
| 2009      | ф  | Чудовий світ                           | Wonderful World                    | Сіріл                  |
| 2009—2015 | с  | Сіла батарейка                         | The Battery's Down                 | Шаймус                 |
| 2009—2020 | с  | Американська сімейка                   | Modern Family                      | Мітчелл Прітчетт       |
| 2012      | кф | Похід                                  | The Procession                     | Джейсон                |
| 2012      | с  | Тільки матеріали                       | Submissions Only                   | Джеред Галстед         |
| 2013      | с  | Конан                                  | Conan                              | Конан                  |
| 2013—2014 | с  | Вебтерапія                             | Web Therapy                        | Стів Олсон             |
| 2013      | с  | Красуні в Клівленді                    | Hot in Cleveland                   | Вес                    |
| 2014      | с  | Події минулого тижня з Джоном Олівером | Last Week Tonight with John Oliver | Мітчелл Прітчетт       |
| 2016      | мф | Льодовиковий період: Курс на зіткнення | Ice Age: Collision Course          | Шангрі Лама            |
| 2017      | с  |                                        | Nightcap                           | Джессі Тайлер Фергюсон |
| 2023      | ф  | Кокаїновий ведмідь                     | Cocaine Bear                       | Пітер                  |